# «Silac» El Hombre León
«Silac» el Hombre León fou un quadern d'aventures creat per Enric Pertegás i publicat per Editorial Valenciana el 1948, amb 8 números. Pertany a la tradició de l'Escola Valenciana.

## Valoració
Per al teòric Pedro Porcel, «Silac» el Hombre León destaca entre les altres sèries espanyoles de la seua època per la gran qualitat gràfica. Enrique Pertegás, amb una gran influència del Tarzan de Hal Foster, mostra molt major domini del mitjà que al seu serial anterior, Ultus Rey de la Selva (1943).